# Пьотър Семьонов-Тяншански
Пьотър Петрович Семьонов-Тяншански (на руски: Пётр Петрович Семёнов Тян-Шанский) е руски географ, ботаник, ентомолог, пътешественик-изследовател, държавен деятел.

## Произход и младежки години (1827 – 1885)
Роден е на 14 януари 1827 година в село Рязанка, Руска империя (днес в Липецка област, Русия), в семейство на гвардейски офицер в оставка. Като продължава традициите на рода, през 1845 г. завършва Училището за гвардейски прапоршчици (бившето Николаевско кавалерийско училище) и същата година постъпва като слушател във Факултета за природни науки към Петербургския университет.
По време на следването си се запознава с Фьодор Достоевски, М. Салтиков-Шчедрин и други известни по онова време в Русия личности. През 1848 г. се дипломира и през 1849 г. е приет в Руското географско дружество на длъжността библиотекар, след това става секретар на Физико-географската секция, неин отговорник и накрая председател на дружеството.
През 1850 г., заедно с още един служител от географското дружество, извършва пеши поход от Петербург до Москва, като събира колекция от растения. Същата година по поръчение на Свободното икономическо дружество провежда експедиция в Тамбовска и Воронежка губерния и Донските степи за установяване на границите на черноземната полоса, изследва почвената покривка и растителността.
През 1851 г. защитава магистърска дисертация по ботаника. От 1853 до 1855 г. провежда полеви изследвания по геология и география в Германия, Швейцария, Италия и Франция. Посещава Южна Италия, където изучава вулканичните явления, вулканичните породи в околностите на Неапол и наблюдава изригването на Везувий. Запознава се изтъкнатите по това време светила на географската наука Александър фон Хумболт и Карл Ритер и слуша техни лекции. След завръщането си от Европа продължава своята полева дейност и в Русия.

## Експедиционна дейност (1885 – 1857)

### Каспийско море (1855)
През 1855 г. участва в експедицията на Николай Яковлевич Данилевски (1822 – 1885) по северното крайбрежие на Каспийско море между Гурев (Атирау) и устието на река Емба.

### Тяншан (1856 – 1857)
През 1856 – 1857 г. извършва експедиция в неизвестната за европейците планина Тяншан, като съставя орографска схема на планината. Той открива нова епоха в изучаването на Централна и Средна Азия. Неговите изследвания полагат основата на съвременните знания за планините, като опровергават теорията на Хумболт за вулканическия произход на Тяншан.

#### Първа експедиция в Тяншан
През 1856 г. от Семипалатинск тръгва на юг, преминава покрай езерото Балхаш и достига до Алма Ата. През септември и октомври извършва две експедиции до езерото Исък Кул (6236 км2). По време на първата експедиция пресича по 77° 40' и.д. източната част на хребета Заилийски Алатау, спуска се на югоизток в долината на река Шилик (Чилик, ляв приток на Или), пресича източната част на хребета Кунгей-Алатау (4771 m) и по долините на реките Тюп и Джергалан достига до езерото Исък Кул. По същия път се завръща в Алма Ата.
След няколко дни предприема второ пътуване. Тръгва на запад, пресича Заилийски Алатау на 76° и.д., спуска се в долината на река Чу и на югозапад от нея открива източната част на високия Киргизкия хребет (4875 m). Изкачва се по долината на Чу през дивото и мрачно Боамско ждрело и достига до северозападния бряг на езерото Исък Кул, като по този начин доказва, че река Чу не изтича от езерото и то е безотточно. От езерото Семьонов се изкачва на хребета Кунгей-Алатау, пресича долината на река Чонг Кемин (десен приток на Чу) и достига до Алма Ата, като пресича Заилийски Алатау в най-високата му част, на 76° 50' и.д.

#### Втора експедиция в Тяншан
След зимуване в Барнаул, през пролетта на 1857 г. Семьонов се връща в Алма Ата и през лятото тръгва от града на изток покрай северния склон на Заилийски Алатау начело на голям военен отряд. Пресича река Шилик (Чилик) и покрай възвишенията Согети и Тораигир достига до горното течение на река Шарин (Чарин, ляв приток на Или), като далеч на югоизток вижда величествения масив Хан Тенгри. След това отново пресича хребета Кунгей-Алатау, Тюп-Джиргалинската котловина и достига до северните склонове на хребета Терскей-Алатау. На 78° и.д. пресича хребета Терскей-Алатау (5216 m) и открива изворите на река Нарин. От там се връща до река Шилик, където прави кратка почивка, наема нови, свежи коне и отново се връща в изворната област на река Нарин. По една от съставящите на реката се спуска в басейна на река Сариджаз (от басейна на Тарим). Изследва горното ѝ течение, където открива огромни ледници и след това се завръща в Алма Ата.

#### Резултати от експедициите
Резултатите от двете му летни експедиции в Тяншан се оказват значителни. Проследява хребета Кунгей-Алатау на 150 km, Терскей-Алатау на 260 km, изследва Заилийски Алатау и изяснява, че хребета представлява предно звено на Тяншан, открива огромна ледникова област в горното течение на река Сариджаз, установява, че река Чу не е свързана с езерото Исък Кул. Освен това Семьонов привежда безспорни доказателства за отсъствието на вулканизъм в Средна Азия, първи установява височинните природни пояси в Тяншан и височината на снежната линия в планината, първи изследва районите на изворните области на реките Нарин, Шарин и Сариджаз, принадлежащи към три от четирите големи речни системи в Централна Азия – Сърдаря, Или и Тарим. Уточнява характерната особеност на хребетите в Тяншан – простиране от изток на запад, успоредност помежду им и заключените между тях широки долини. Изработва първата орографска схема на северните вериги на Тяншан и събира огромен материал по геология, флора и фауна на планината.

## Научна дейност и смърт (1858 – 1914)
От 1858 до 1873 г. Пьотър Семьонов е вицепрезидент на Руското географско дружество и участва в работата на редакционни комисии по селската реформа и отмяна на крепостничеството. От 1864 г. оглавява Централния статистически комитет, организира експедиции за изследване на Сибир, Монголия, Каспийско море, Централна Азия. С негова активно участие се провеждат експедициите на Николай Пржевалски, Григорий Потанин, Иван Мушкетов, Пьотър Козлов, Ян Черски, Николай Миклухо-Маклай, Николай Северцов, Григорий Ефимович Грум-Гржимайло и много други руски изследователи. Упорито настоява всички експедиции провеждани по това време да използват комплексни методи при своите географски изследвания.
През 1888 г. извършва експедиция в Закаспийската област и Туркестан.
През 1906 г., по случай 50-годишнината от първото му пътешествие в Тяншан, с императорски указ, на Семьонов е присвоена титлата Тяншански, която той прибавя към фамилията си. През 1911 г. за заслугите му пред отечеството му е присъдено най-високото руско отличие – ордена „Андрей Първозванни“. 66 академии, университети и дружества от различни страни избират Семьонов-Тяншански за свой почетен член.
Умира на 11 март 1914 г. в Петербург на 87-годишна възраст. Научното му наследство се изчислява с десетки томове изследвания, справочници, речници, мемоари и съставляват цяла епоха в руската и световна географска наука.

## Памет
Неговото име носят:
- залив Семьонов (73°41′ с. ш. 56°42′ и. д. / 73.683333° с. ш. 56.7° и. д.), на Карско море, на източното крайбрежие на Северния остров на Нова земя;
- ледник Семьонов, в централната част на планината Тяншан;
- ледник Семьонов-Тяншански (78°46′ с. ш. 102°08′ и. д. / 78.766667° с. ш. 102.133333° и. д.), в западната част на остров Болшевик, в архипелага Северна земя;
- проток Семьонов (75°48′ с. ш. 92°49′ и. д. / 75.8° с. ш. 92.816667° и. д.), на Карско море, на северозападното крайбрежие на п-ов Таймир;
- проход Семьонов, в планината Кунлун, Северозападен Китай;
- хребет Семьонов (36°00′ с. ш. 99°30′ и. д. / 36° с. ш. 99.5° и. д.), в планината Кунлун, Централен Китай;

## Съчинения
- Мемуары, т. 1, 3 – 4, Петроград, 1915 – 17 /т. 2, преизд. под назв. – „Путешествие в Тянь-Шань“, Москва, 1946.